# Samad Poor Seiedi
Samad Poor Seiedi (Tabriz, 15 de octubre de 1985), también puede encontrarse escrito como Mirsamad Pourseyedi, es un ciclista profesional iraní desde 2008. Formó parte del equipo Tabriz Petrochemical desde 2013 a 2016 tras volver de su sanción de 2 años por un positivo por EPO. Desde 2022 milita en el conjunto Azad University Team.

## Palmarés
| 2007 - 1 etapa del Taftan Tour 2009 - 1 etapa del Tour de Milad du Nour 2011 - 3 etapas del Tour de Singkarak - International Presidency Tour - 1 etapa del Tour de Filipinas - 3.º en el Campeonato de Irán en Ruta 2013 - Vuelta al Lago Qinghai, más 1 etapa - Tour de Ijen, más 1 etapa 2014 - Tour de Langkawi, más 1 etapa - Tour de Japón, más 1 etapa - Tour de Fuzhou, más 1 etapa - UCI Asia Tour | 2015 - 1 etapa del Tour de Filipinas - Tour de Taiwán, más 1 etapa - Tour de Japón - Tour de Irán-Azerbaiyán, más 1 etapa 2016 - 2.º en el Campeonato de Irán Contrarreloj - Tour de Irán-Azerbaiyán, más 1 etapa 2017 - Campeonato de Irán Contrarreloj 2018 - Campeonato de Irán Contrarreloj |